# Teenage Mutant Ninja Turtles: Mutants in Manhattan
Teenage Mutant Ninja Turtles: Mutants in Manhattan  är ett action/hack and slash-datorspel baserat på Teenage Mutant Ninja Turtles, utvecklat av Platinum Games och utgivet av Activision. Det släpptes till Microsoft Windows, Playstation 3, Playstation 4, Xbox 360 och Xbox One den 24 maj 2016. Mindre än åtta månader efter lanseringen, den 3 januari 2017, togs spelet bort från marknaden och alla digitala tjänster.

## Handling
Spelet är ett action/hack and slash-spel. Spelaren styr antingen Donatello, Leonardo, Michelangelo och Raphael från ett tredjepersonsperspektiv. Varje nivå avslutas med en boss.

### Fotnoter
1. ↑  Joakim Sjögren (4 januari 2017). ”Activision plockar bort det senaste Turtles-spelet”. Gamereactor. http://www.gamereactor.se/nyheter/420073/Activision+plockar+bort+det+senaste+Turtles-spelet/?sid=31c967bbf5fe0d53ffdf656b7a32899b. Läst 17 februari 2017.
2. ↑  Jonas Mäki (28 maj 2016). ”Teenage Mutant Ninja Turtles: Mutants in Manhattan”. Gamereactor. http://www.gamereactor.se/recensioner/350063/Teenage+Mutant+Ninja+Turtles+Mutants+in+Manhattan/. Läst 17 februari 2017.